# Солнечный водонагреватель
Солнечный водонагреватель — разновидность солнечного коллектора. Предназначен для производства горячей воды путём поглощения солнечного излучения, преобразования его в тепло, аккумуляции и передачи потребителю.

## История
Первый солнечный водонагреватель был создан в 1767 году швейцарским ботаником Орасом Бенедиктом де Соссюром и по своей мощности он позволял приготовить суп.
Современный тип водонагревателей был создан в 1953 году в Израиле инженером Леви Иссаром и усовершенствован доктором Цви Тавором в 1955 году, за что получил спустя 3 года премию в 1000 израильских лир от премьер-министра страны, Давида Бен-Гуриона.
В СССР первые экспериментальные солнечные водонагреватели были введены в эксплуатацию в пионерском лагере "Звёздочка" в Московской области, в гостинице "Спортивная" в Симферополе и в селе Болгарка Одесской области.
В ГДР в 1982 году был введён в эксплуатацию плавательный бассейн, круглый год отапливаемый солнечной энергией (за счёт установленного над ним наклонного коллектора площадью 200 м², подогревающего циркулирующую в нем воду до 55 градусов по Цельсию), а также разработаны панели-коллекторы для крыш зданий в виде тёмно-коричневой полимерной "черепицы" с системой стеклянных и металлических трубок (через которые циркулировала вода, используемая в системе отопления здания).

## Устройство

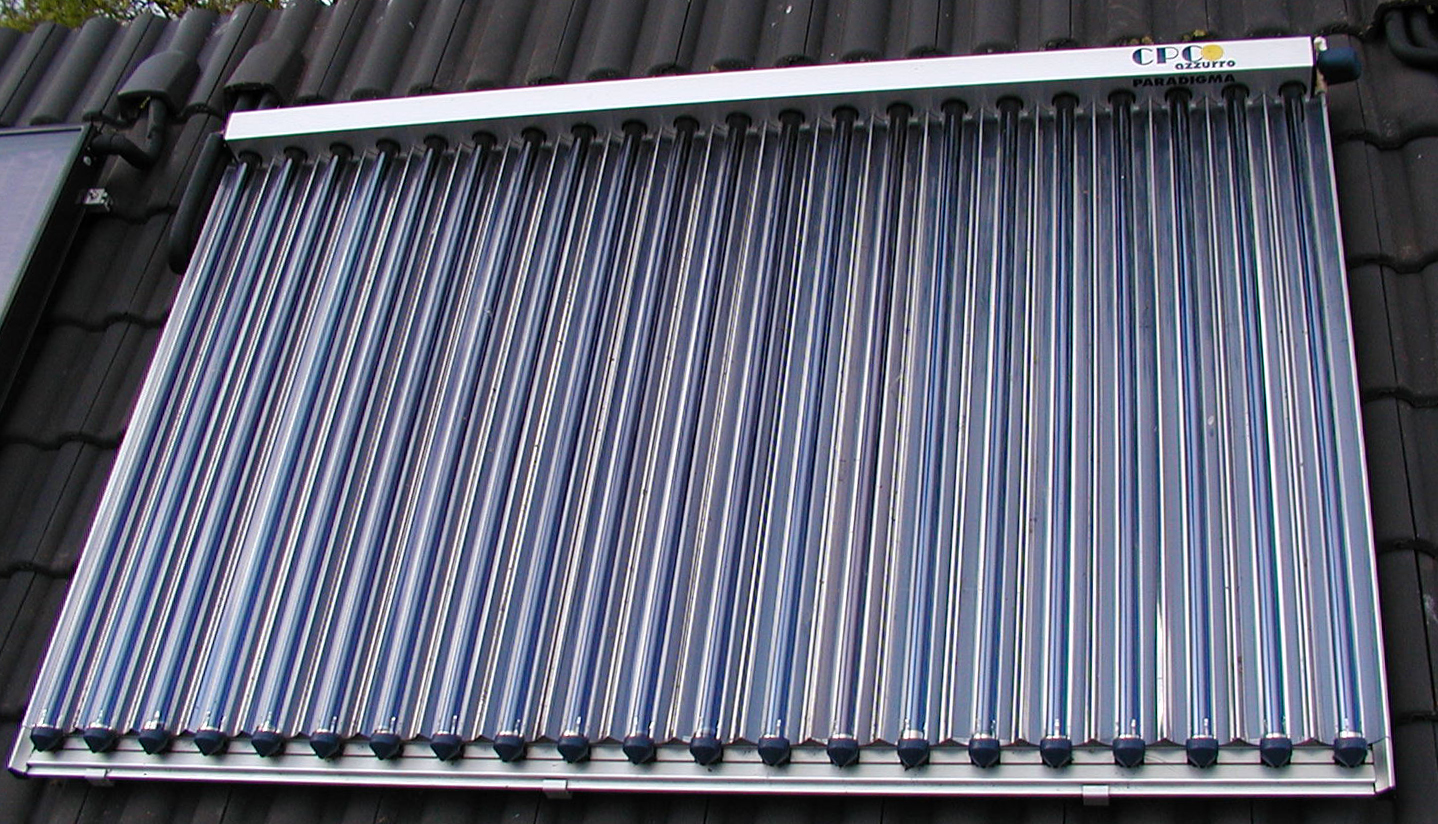
Трубки водонагревателя

Солнечный водонагреватель с вакуумным коллектором, наиболее эффективный, хотя и самый дорогой, состоит из двух основных элементов:
- наружного блока — солнечных вакуумных коллекторов;
- внутреннего блока — резервуара-теплообменника.

Наружный блок состоит из вакуумных трубок, с нанесенным с внутренней стороны селективным покрытием в несколько слоев и отражающего слоя.
Данное покрытие имеет самое важное значение в работе солнечных коллекторов.
Эффективность селективного покрытия измеряется коэффициентом поглощения (α) солнечной энергии, относительной излучающей способностью (ε) длинноволновой тепловой радиации и отношением поглощательной способности к излучательной (α/ε).
Основные виды селективных покрытий, используемых для вакуумных коллекторов: Al-N-Al, Al-N/SS/CU
Солнечный вакуумный коллектор обеспечивает сбор солнечного излучения в любую погоду, ослабляя зависимость от внешней температуры. Коэффициент поглощения энергии коллекторов достигает 98 %, но из-за потерь, связанных с отражением света стеклянными трубками и их неполной светопроницаемостью, он ниже.
КПД солнечных коллекторов в первом приближении может быть рассчитан по следующей формуле:
{\displaystyle \eta ={\eta }_{0}-{\frac {k\cdot \Delta T}{E}}},
где {\displaystyle \eta } — расчётное значение КПД, {\displaystyle {\eta }_{0}} — номинальный (оптический) КПД установки при нормальных условиях, {\displaystyle {k}_{1}} — коэффициент, зависящий от типа и теплоизоляции коллектора, {\displaystyle \Delta T} — разность температур теплоносителя и окружающего воздуха(гр. С), E — инсоляция (Вт/кв.м.).
Данные для некоторых типов коллекторов приведены ниже.
| Тип коллектора                                     | Номинальный КПД {\displaystyle {\eta }_{0}} | Коэффициент {\displaystyle {k}_{1}} |
| -------------------------------------------------- | ------------------------------------------- | ----------------------------------- |
| Плоский солнечный коллектор                        | 72-75                                       | 3-5                                 |
| Вакуумный солнечный коллектор с тепловыми трубками | 60-65                                       | 0,7-1,1                             |
| Пластиковый солнечный коллектор                    | 50-60                                       | до 80                               |

Солнечные коллекторы преобразуют прямые и рассеянные солнечные лучи в тепло. Инфракрасное излучение, которое проходит сквозь облака, также поглощается и преобразуется в тепло.
Резервуар-теплообменник представляет собой систему преобразования, поддержания и сохранения тепла, полученного от энергии солнца, а также и от других источников энергии (например, традиционный отопитель, работающий на электричестве, газе или дизтопливе), которые страхуют систему при недостаточном количестве солнечной энергии. Нагретая вода поступает из теплообменника внутреннего блока в радиаторы системы отопления, а вода из резервуара используется для горячего водоснабжения.
Подогреватель газовый или электрический должен ставиться не параллельно солнечному нагревателю (в этом случае он будет греть холодную воду), а обязательно последовательно, после солнечного нагревателя. Тогда его вклад в нагрев будет минимальным, поскольку он будет только догревать воду, уже нагретую солнцем.

## Типы солнечных водонагревателей

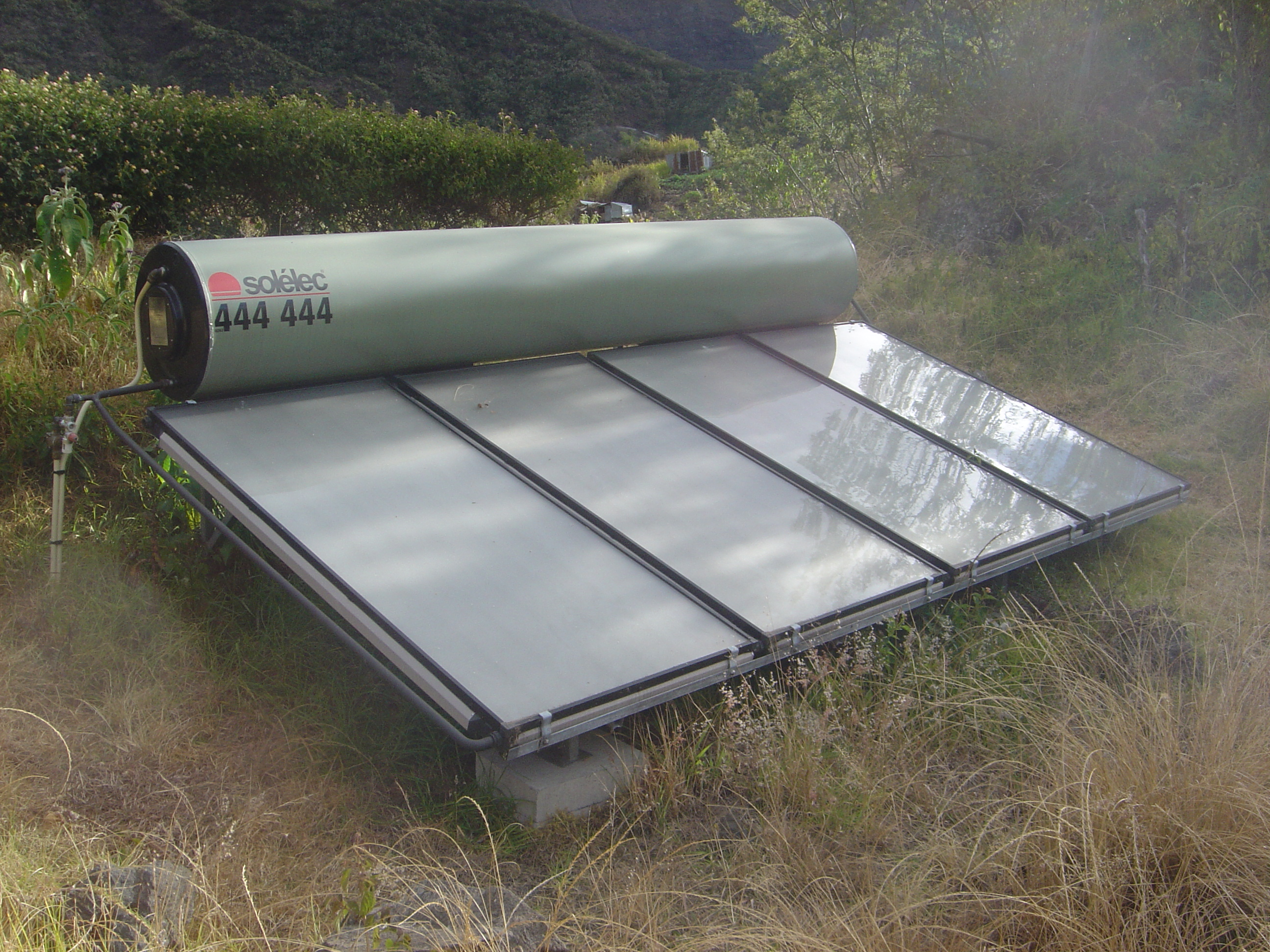
Пассивный водонагреватель

Солнечные водонагреватели могут быть активного или пассивного типов. Активная система использует электрический насос для циркуляции жидкости через коллектор; пассивная система не имеет насоса и полагается только на естественную циркуляцию. Есть экспериментальные образцы, где перекачка теплоносителя производится стирлинг-насосом, получающим энергию от солнца.

### Пассивные системы
Пассивные (Термосифонные) системы перемещают готовую воду или теплоноситель через систему за счёт естественной гравитации, возникающей при разности плотностей нагретого и охлажденного теплоносителя. Пассивные системы с конвекцией дешевле, чем активные системы, но и менее эффективны из-за медленной циркуляции в системе. Системы с тепловыми трубами более дорогие, чем конвективные, но имеют меньшие эксплуатационные затраты. Кроме того, системы с тепловыми трубами позволяют перекачивать тепло вниз, то есть против сил конвекции. Характеристики сильно зависят от конкретного типа труб.

Пример системы с пассивной циркуляцией теплоносителя (двухконтурная).
Безнапорная система с пассивной циркуляцией теплоносителя.
Пример системы с активной циркуляцией теплоносителя (с системой догрева от котла на традиционном топливе).

### Активные системы
Активные системы используют электрические насосы, клапаны и контроллеры для циркуляции теплоносителя через коллектор. Они обычно более дорогие, чем пассивные системы, но и более эффективны.
Активные системы с открытым контуром
Активные системы с открытым контуром используют насосы для циркуляции воды через коллекторы. Активные системы с открытым контуром являются популярными в регионах с положительными температурами или при сезонном использовании. Могут эксплуатироваться при температурах воздуха до −20 °C или −25 °C.
Активные системы с закрытым контуром
В этих системах теплоносителем коллектора является обычно водно-гликолиевый антифриз. Теплообменники передают высокую температуру от теплоносителя первого контура воде, которая запасена в баках (теплоаккумуляторах). Системы с закрытым контуром популярны в областях, подвергающихся продолжительно действующим отрицательными температурам, так как они имеют хорошую защиту от замораживания. В связи с высокими значениями температуры при застое теплоносителя в периоды максимальной облученности не все антифризы пригодны для использования в солнечных системах.

### С коллектором панельного типа

Устройство плоского коллектора.

Благодаря своей надежности и долговечности наибольшую популярность получили солнечные плоские коллекторы. В солнцеизбыточных регионах (Турция, южные районы КНР, Саудовская Аравия и т. д.) в качестве абсорбера в таких коллекторах используется пластина из алюминия или стали. Значения КПД  коллекторов с такой конструкцией невелики, что компенсируется высокими (избыточными) величинами солнечной облученности поверхности в этих регионах. В конструкции современных плоских солнечных коллекторов используются антибликовое стекло с пониженным содержанием железа, селективное покрытие абсорбера из меди, увеличенная толщина теплоизоляции (минимум 50 мм). 
Для величин солнечной облученности (инсоляции) даже южных регионов России требуются коллекторы с пластиной из меди со специальным высокоэффективным селективным покрытием. Благодаря высокой теплопроводности меди  теплопередача энергии теплоносителю и общий КПД плоского медного солнечного коллектора значительно выше.

### С коллектором вакуумного типа

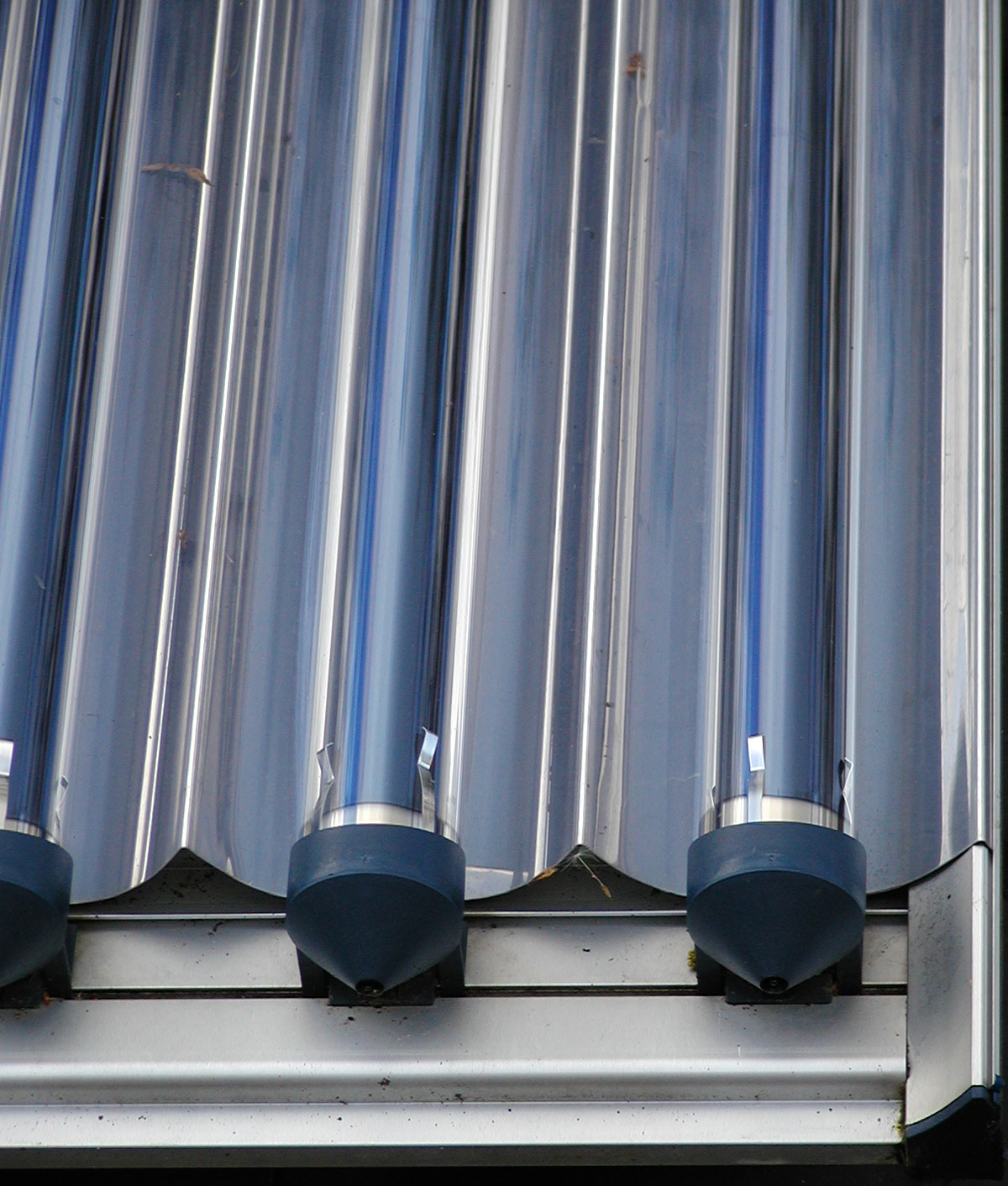
Вакуумные трубки

За счет использования тепловых трубок в конструкции вакуумных коллекторов достигается больший КПД при работе в условиях низких температур и слабой освещенности. В то же время использование дополнительного теплового контура приводит к неизбежным потерям, связанным с передачей тепла между средами, поэтому при температурах выше +15 градусов эффективность вакуумных коллекторов практически совпадает, а иногда и ниже, чем у плоских коллекторов. Двухтрубная конструкция вакуумного солнечного коллектора лишена данного недостатка. 
За счет качественных многослойных высокоселективных покрытий и вакуумирования современный солнечный коллектор способен улавливать солнечную энергию в очень широком спектре излучения (значительно шире видимого спектра).
Существует несколько основных типов вакуумных солнечных коллекторов:
- 1. Колба в колбе.
- 2. Колба в колбе с тепловой трубкой.
- 3. Колба в колбе с U образной трубкой.
- 4. Вакуумированная колба.

#### Колба в колбе
В коллекторах первого типа нагрев теплоносителя происходит при контакте с селективным покрытием стеклянной колбы. В качестве теплоносителя может выступать как вода, так и антифриз (или его смесь с водой). Такие системы работают при отсутствии избыточного давления со стороны теплоносителя, так как не могут быть эффективно гидроизолированы. Чаще всего это системы с пассивной циркуляцией теплоносителя.

#### Колба в колбе с тепловой трубкой
В коллекторах с использованием колб второго типа применяются медные тепловые трубки. Передача тепла с абсорбера к трубке осуществляется с помощью ребер. Тепловая трубка передает тепло в конденсатор тепловой трубки, который присоединен к коллектору, в котором происходит циркуляция теплоносителя.

#### Колба в колбе с U трубкой
В коллекторах с использованием колб третьего типа применяются медные тепловые трубки в форме U. Передача тепла с абсорбера к трубке осуществляется с помощью алюминиевых ребер. По тепловым трубкам протекает непосредственно теплоноситель.

#### Вакуумированная колба
Главным отличием колб четвертого типа является вакуумная теплоизоляция медной тепловой трубки. Если в колбах первого и второго типа вакуумная прослойка находится между стеклянными стенками колб, то в вакуумированных колбах и абсорбер, и тепловая трубка находятся при пониженном давлении воздуха. Кроме того, наличие лишь одного слоя стекла вместо двух увеличивает КПД установки.

Колба в колбе с тепловой трубкой.
Устройство вакуумного коллектора.

По устройству теплопередачи между колбой и теплоносителем выделяют следующие основные виды коллекторов:

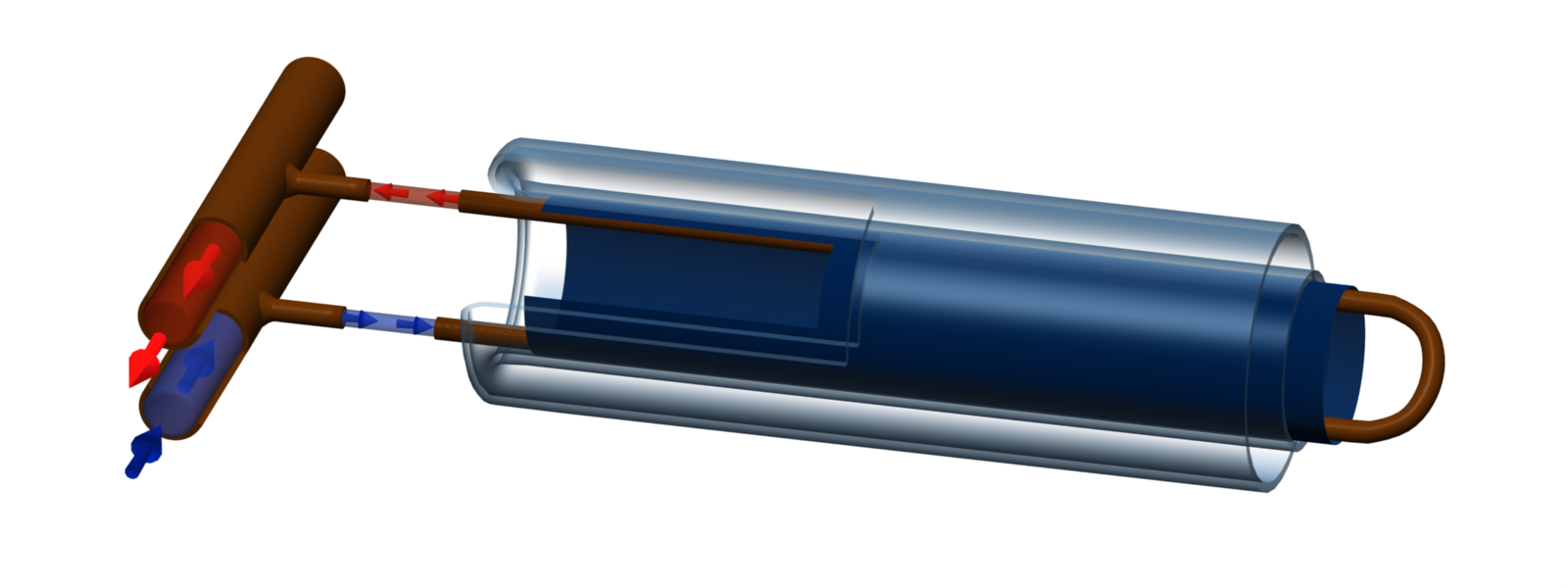
Двухтрубная система. Теплоноситель циркулирует внутри колбы. U-образная трубка.
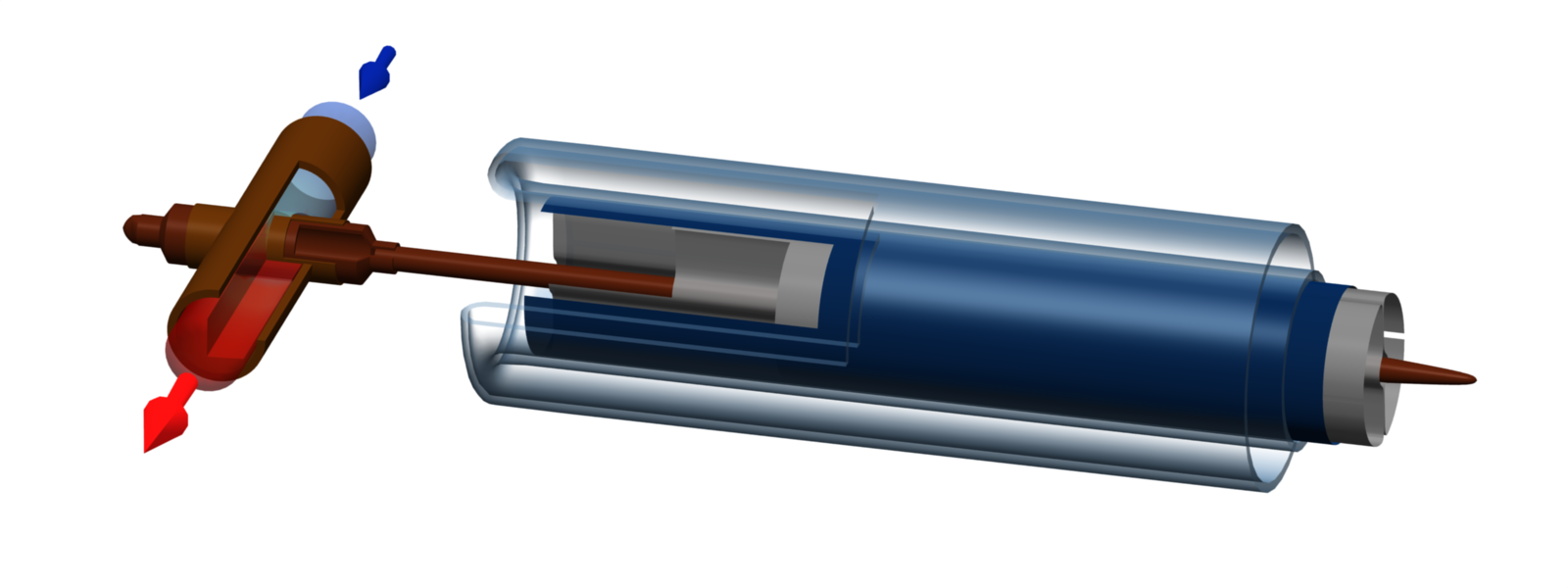
Однотрубная система. Конденсатор тепловой трубки вставляется в трубу коллектора.
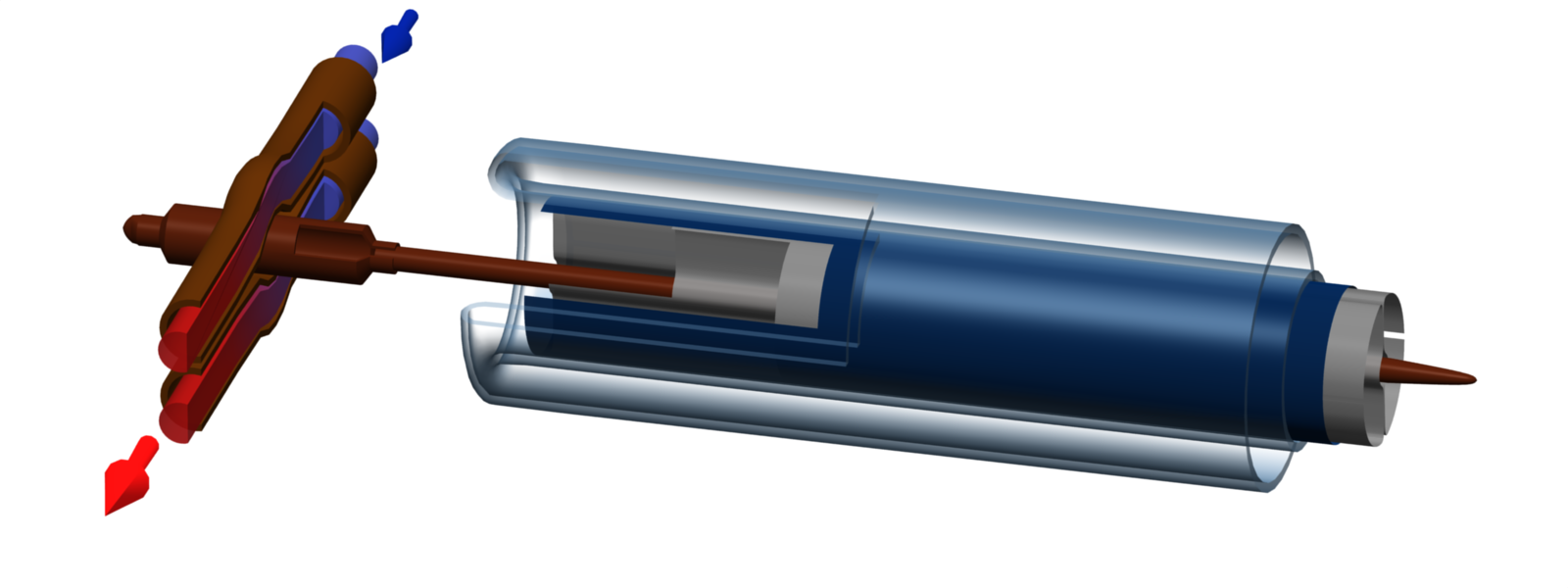
Двухтрубная система. Конденсатор тепловой трубки вставляется между трубками коллектора.

### Пластиковые коллекторы
Наиболее простым решением для солнечного теплоснабжения являются пластиковые солнечные коллекторы. Изготавливаются путём штамповки из полиэтилена высокой плотности (ПЭВП). Такие коллекторы, как правило, не имеют дополнительной теплоизоляции и применяются для нагрева воды в летний период. Производительность пластиковых коллекторов достаточно сильно зависит от скорости ветра. Низкое гидравлическое сопротивление позволяет подключать контур коллекторов данного типа напрямую в систему циркуляции воды.

## Установка

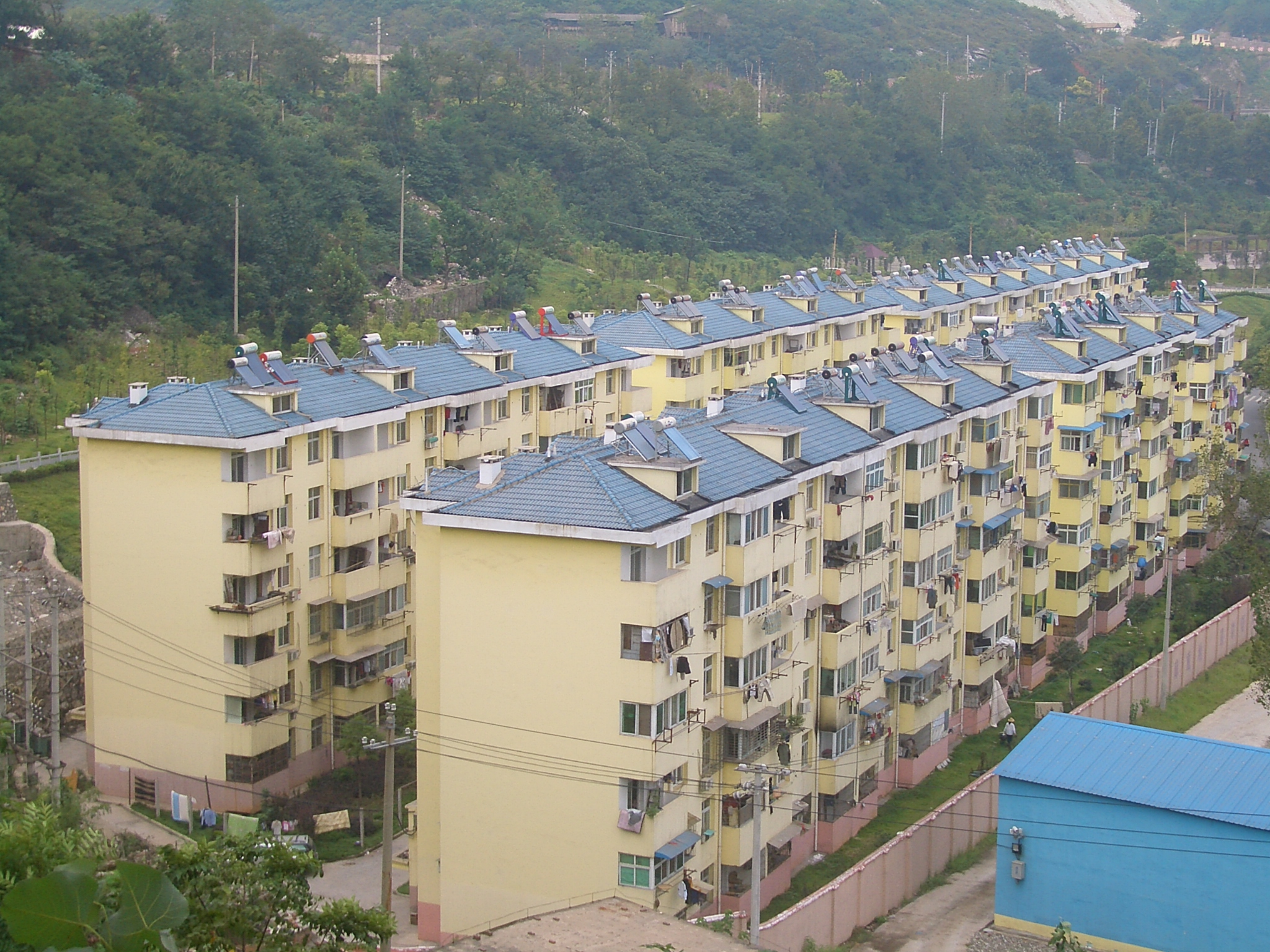
Солнечные водонагреватели можно встретить на крышах многих новых домов в китайской провинции Хубэй

Солнечные водонагреватели устанавливаются на крыше зданий под углом к горизонту, равным географической широте местности. Угол наклона при установке зависит от угла падения солнечных лучей, к которым поверхность должна быть перпендикулярна. Оптимальный угол наклона зимой составляет 60°, летом — 30°. На практике советуют выбирать 45°. Вторым параметром является азимут, который не должен отклоняться от 0° (южное направление). Это не всегда возможно, поэтому допустимо отклонение от южного направления до 45°.
Кроме того, группы нагревателей устанавливаются на открытых пространствах, например, над парковками для автомобилей, но как можно ближе к потребителю (зданию).
В связи с тем, что солнечный нагреватель невозможно выключить, в периоды максимального солнечного облучения и малого водоразбора температура (температура застоя или stagnation temperature) в нём может достигать, в зависимости от типа, 200 °C (плоские системы) и 300 °C (вакуумные).
Поэтому в качестве трубной обвязки водонагревателей нельзя использовать пластиковые (полимерные) трубы и стальные трубы с цинковым покрытием. Следует применять трубопроводы из меди или нержавеющей стали.
Также необходимо предусмотреть теплоизоляцию первого (горячего) контура трубной обвязки водонагревателей для предупреждения ожогов и возгораний, причем материал теплоизоляции и крепежа должен соответствовать указанным температурным режимам.
На корпусах коллекторов промышленного изготовления указывается точная температура застоя для данного модельного ряда.
Срок службы коллекторов — не менее 15 лет.
Есть попытки установки коллекторов на стенах домов, почти в вертикальном положении. В этом случае, особенно в высоких широтах, эффективность коллектора выше в зимние месяцы, а в летние — ниже. Есть и другой довод в пользу такой установки: коллектор удобнее обслуживать, на нём меньше собирается пыли, его легче мыть, меньше риск повреждения при граде. К тому же такой коллектор располагается довольно низко относительно бака с нагреваемой водой, скорость конвекции существенно увеличивается и в активной системе нет надобности. Установка коллектора на стену уменьшает теплопотери дома (квартиры), что снижает потребность в энергии для отопления.

## Применение
Солнечные водонагреватели применяются для домашнего и коммерческого горячего водоснабжения, обеспечения индустриальным теплом, нагрева воды для плавательных бассейнов и т. д.
Наибольшее количество производственных процессов, в которых используется тёплая и горячая вода (30—90 °C), проходят в пищевой и текстильной промышленности, которые таким образом имеют самый высокий потенциал для использования солнечных коллекторов.

## Экология
Эксплуатация бытового солнечного водонагревателя позволяет сократить выбросы CO2 пропорционально количеству сэкономленного топлива. Кроме того, в этом случае сокращается парниковый эффект от выбросов углекислого газа. 

## Распространение

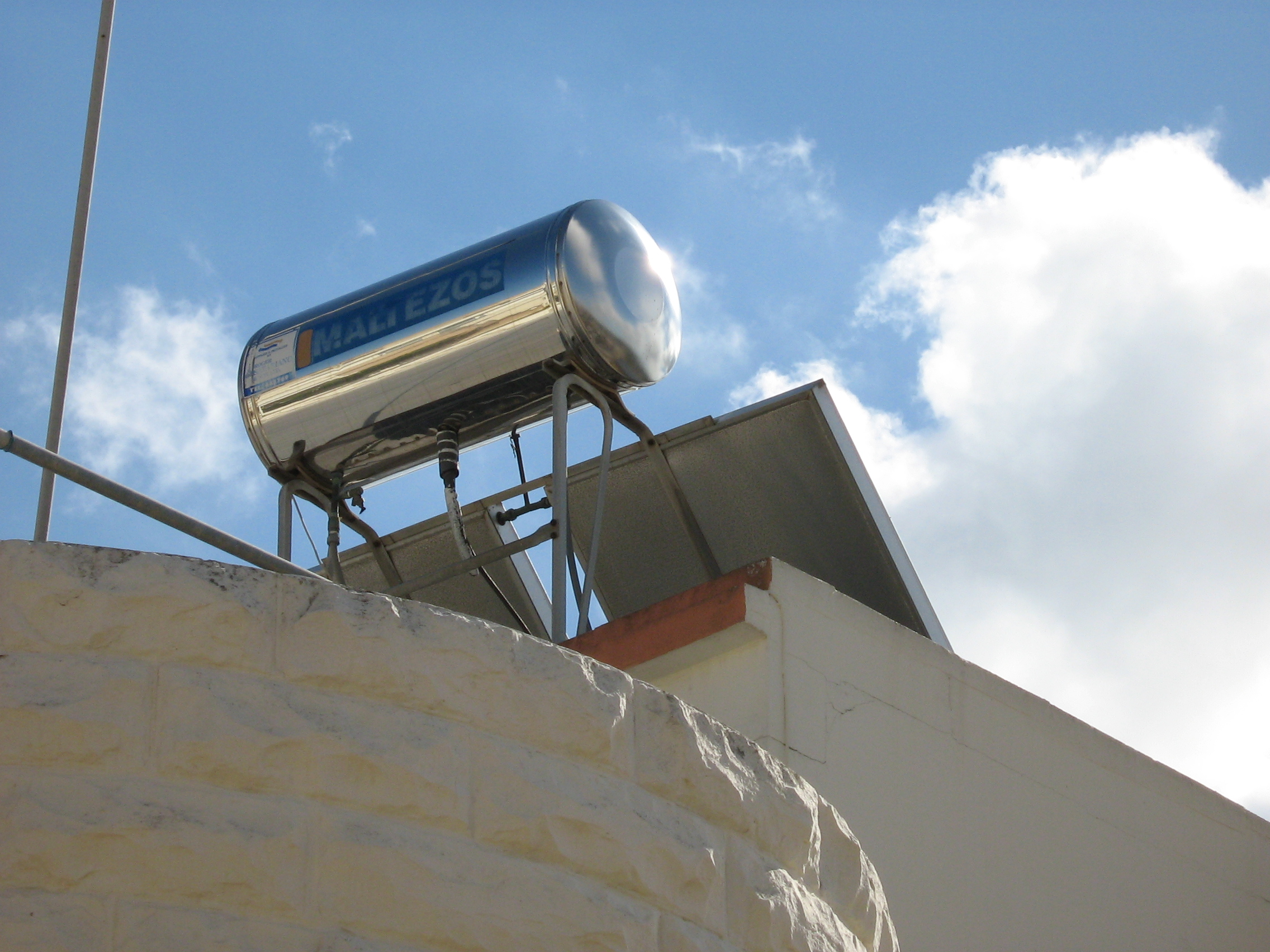
Солнечные водонагреватели популярны на Мальте.

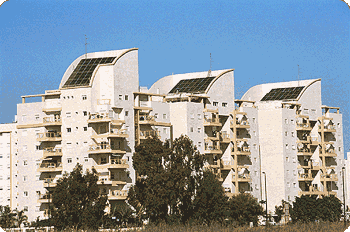
Современные израильские дома, оборудованные солнечными коллекторами.

Мировой лидер по производству и применению — Китай. В 2007 году в Китае солнечными водонагревателями пользовались около 40 миллионов семей общей численностью в 150 миллионов человек. К 2009 году суммарные площади установленных солнечных водонагревателей выросли до 140 млн м². Этого достаточно для снабжения горячей водой примерно 60 млн домохозяйств. К 2020 году 300 миллионов м² помещений в Китае будет оборудовано солнечными водонагревателями.
В 2010 году в Китае солнечные водонагреватели производили около 2800 компаний, из них 1200 компаний производили комплектующие. Общий объём рынка солнечных водонагревателей Китая составил в 2010 году 73,5 млрд юаней (примерно $11,5 млрд). Крупнейшие китайские производители: Sunrain Group, the Linuo Group, Himin Solar и Sangle Solar. Годовые продажи каждой компании из «Большой четвёрки» превышают 2 млрд юаней (примерно $313 млн).
Также очень широко применяется водонагреватели в Израиле, где примерно 85 % квартир оснащены данным оборудованием. Это обусловлено законом, принятым в 1976 году и обязывающим строить жильё со встроенными солнечными водонагревателями. Исключение составляют высотные дома (более 9 этажей), где площадь крыши недостаточна для размещения солнечных коллекторов, достаточных для всех потребителей здания. Такое широкое применение солнечных водонагревателей экономит около 8 % всей электроэнергии, производимой в стране.